# Psychologies
«Psychologies» (укр. Психологія) — щомісячний жіночий журнал, присвячений особистому розвитку та добробуту, який видає видавництво Rossel.

## Історія
«Psychologies» було засновано у 1970 році Жаком Муссо. Продажі зросли до 70 000 примірників.
У 1997 році журнал купили Жан-Луї Серван-Шрайбер і його дружина Перла Фінев, які, надихнувшись американським журналом «Psychology Today», перейменували та перезапустили журнал «Psychologies». Вже через кілька років видання журнал здобув успіх, і у 2005 році його тираж досяг 320 000 примірників.
У 2004 році Hachette Filipacchi Médias придбала 49% капіталу Finev.
Наступного року було створено п'ять міжнародних видань журналу Psychologies в Італії, Іспанії, Бельгії, Великобританії та Росії. У 2006 та 2007 роках були створені китайське та румунське видання. У 2008 році Lagardère Active викупила решту 51% капіталу Finev, і було створено мексиканське видання.
Німецьку версію видання запустила компанія Madame Verlag у листопаді 2013 року.
У 2014 році Hachette продала «Psychologies» та «Premiere» групі на чолі з Rossel.